# Polypodium stellatum
Polypodium stellatum là một loài dương xỉ trong họ Polypodiaceae. Loài này được Vahl mô tả khoa học đầu tiên năm 1794.
Danh pháp khoa học của loài này chưa được làm sáng tỏ. 